# Ольштадт
Ольштадт (нем. Ohlstadt) — община в Германии, в земле Бавария. 
Подчиняется административному округу Верхняя Бавария. Входит в состав района Гармиш-Партенкирхен.  Население составляет 3210 человек (на 31 декабря 2010 года). Занимает площадь 41,17 км².